# Madre

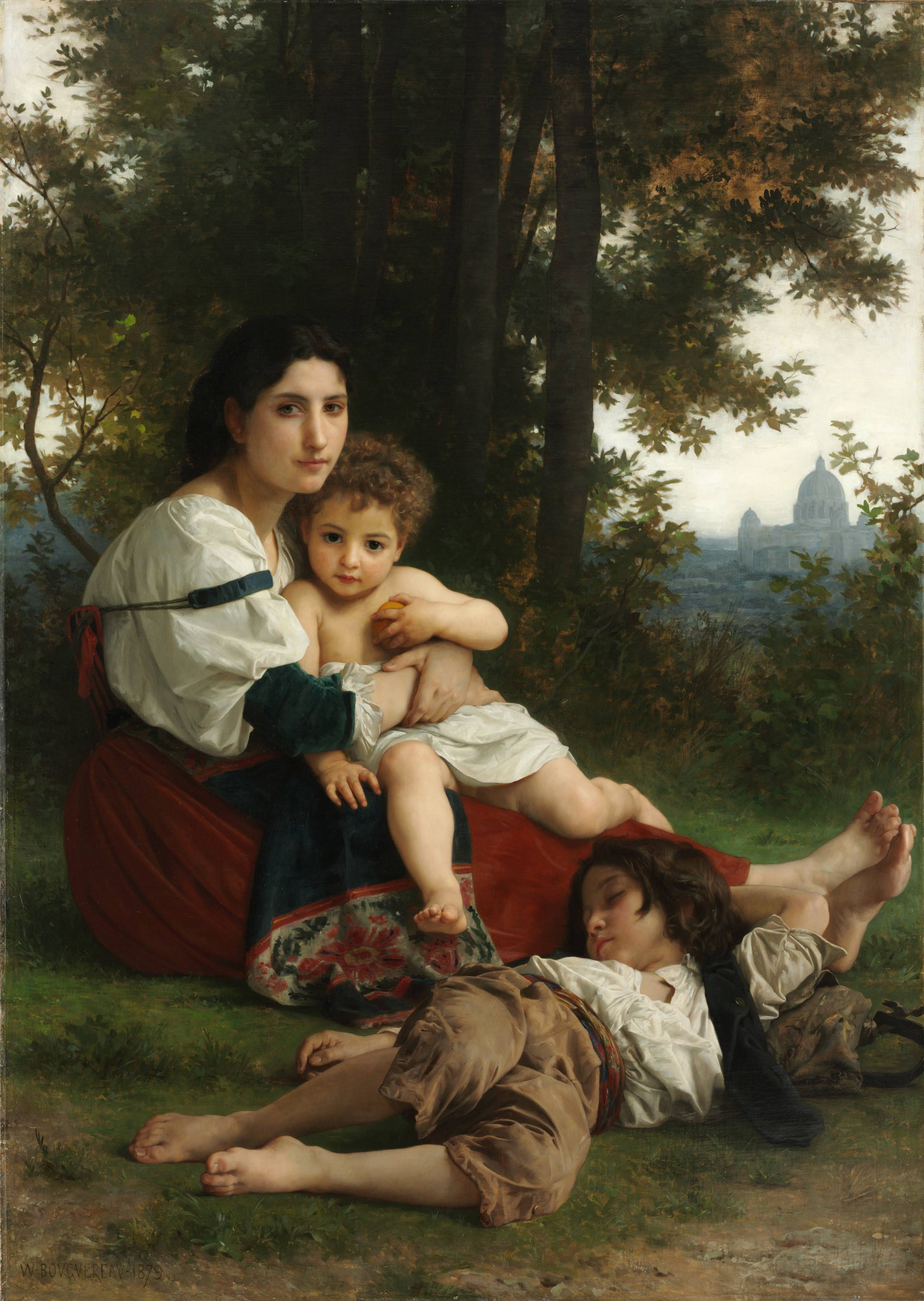
Il riposo, opera di William-Adolphe Bouguereau, 1879

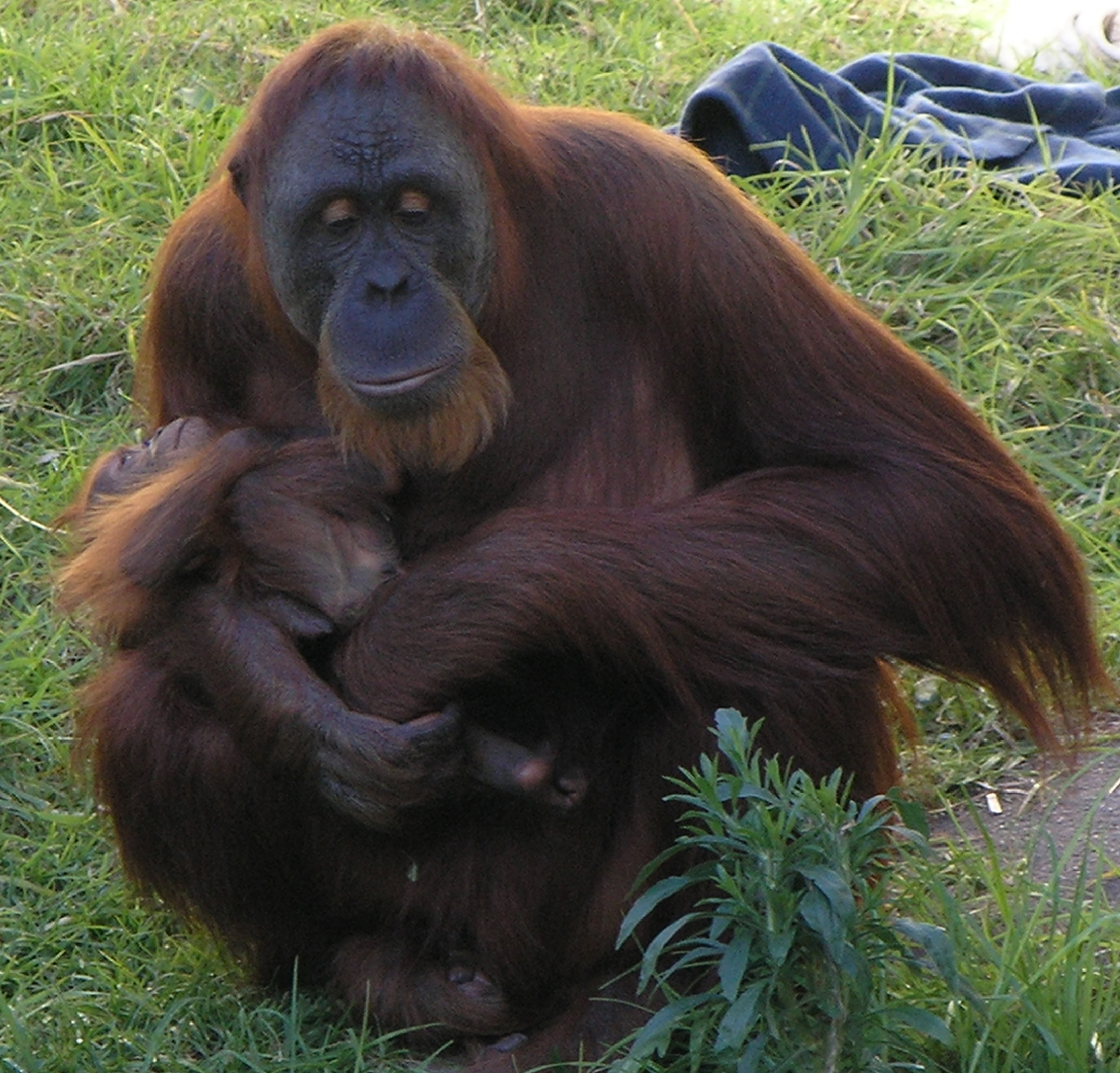
La madre di un piccolo orango

Il termine madre definisce una qualunque femmina genitrice di prole. Come significato traslato può indicare il genitore di sesso femminile di qualunque specie animale.
In forma vocativa, oppure colloquiale e affettuosa, si utilizza il termine "mamma".
La festa della mamma viene festeggiata la seconda domenica di maggio.

## Etimologia
Il termine italiano "madre" deriva dall'accusativo latino matrem, che trova corrispondenze nelle lingue antiche, come nel greco antico (μήτηρ), nel sanscrito matṛ (मातृ ), nel persiano mâd, nell'antico slavo mati e nelle lingue moderne, come in inglese mother, in tedesco Mutter, in francese mère e nel portoghese mãe. Secondo alcuni il termine presenta la ricorrente lettera "m" per la facilità di articolazione della stessa, che si adotta perfettamente all'apprendimento del linguaggio nei bambini. Secondo altre ipotesi il termine deriva dalla radice sanscrita ma- "misurare", "ordinare" da cui il concetto del lavoro materno (matṛ in sanscrito dal significato di "ordinatrice"), che mette in evidenza la funzione formatrice della madre (da qui derivano anche i termini mano, metro, mese, morale, ecc.).

## Psicologia
Nell'essere umano la figura della madre è sempre stata di fondamentale importanza, perché, oltre a presiedere all'accudimento primario e fisico (come nell'animale), ne influenza fondamentalmente anche l'aspetto educativo e psicologico.
Il padre della psicoanalisi, Sigmund Freud ha fondato una scuola di pensiero e terapia su questo aspetto della relazione madre-figlio e sulle conseguenze patologiche che ne possono derivare. Anche la psicoanalista svizzera Alice Miller analizzava questo rapporto in molti dei suoi scritti. Tuttavia si deve a John Bowlby lo studio più importante sul sistema di attaccamento tra madre (o caregiver) e figlio, nonché alla strutturazione delle relazioni future del bambino sulla base dei Modelli Operativi Interni (MOI) maturati durante le fasi dell'attaccamento. Il rapporto diadico madre-figlio è stato scoperto e studiato attraverso esperimenti sui primati dai coniugi Harlow, e ciò ha permesso di derivare la teoria secondo cui in molte specie esiste un sistema di attaccamento volto al mantenimento del genitore nelle vicinanze, al fine di ottenere protezione e cura, necessità che hanno la priorità sul solo nutrimento.

### Funzioni materne
La madre:
1. è indispensabile affinché si formi l’Io del bambino e affinché quest’Io possa crescere sano e forte;[7]
2. dà al bambino la possibilità di instaurare una relazione con il mondo. Ciò permette al neonato di acquisire le prime esperienze culturali e sociali. Per Melanie Klein
‹‹In tutti i miei lavori ho sottolineato l’importanza della prima relazione oggettuale del bambino - il rapporto con il seno materno e con la madre - e sono giunta alla conclusione che se questo oggetto primario, il quale viene introiettato, mette nell’Io radici abbastanza salde, viene posta una base solida per uno sviluppo soddisfacente››;[8]
3. è la fonte della sua sicurezza interiore;[9]
4. soddisfa i bisogni primari del bambino sia per quanto riguarda gli aspetti biologici sia soprattutto per quanto riguarda i suoi bisogni psicologici che Levy – citato da De Negri – chiama “fame primaria d’amore”.[10]

### Il rapporto madre–figlio
Il cattivo o il buon rapporto con la madre nasce dalle qualità presenti nel neonato e nella madre stessa, ma anche dall'aiuto e dal sostegno che questi possono avere da parte del padre del bambino e dalle due reti familiari (materna e paterna). Da questo rapporto felice o infelice possono nascere incontri e scontri, accordi e disaccordi emotivi, gratificazioni e frustrazioni per l'uno o per l'altra. Per la Klein: "[...] è inevitabile che delusioni ed esperienze piacevoli si presentino insieme e rafforzino il conflitto innato tra amore e odio, e cioè tra gli istinti di vita e di morte; ciò porta il bambino a sentire che esiste un seno buono e uno cattivo".
Per il bambino, una madre è buona quando:
- sa leggere nel suo animo e nel suo volto in ogni momento ciò di cui ha bisogno, le sue necessità, i suoi desideri, le sue speranze;[13]
- sa soddisfare questi bisogni attivandosi in favore del piccolo nel modo più rapido, consono e opportuno;[14]
- sa adattarsi rapidamente alle sue caratteristiche e alle sue necessità peculiari;[15]
- sa attivarsi prontamente con piacere e disponibilità sia per i suoi bisogni fisici che per quelli affettivi;
- gioca e si trastulla frequentemente con il proprio piccolo;
- riesce a dare fiducia al suo piccolo così che questa possa essere per lui una figura di attaccamento sicuro, stabile e sereno.[16] L'attaccamento tra la madre e il bambino, che per Bowlby avviene entro i primi nove mesi di vita, permette al bambino di avere una base sicura dalla quale muoversi per scoprire, esplorare e interagire con l'ambiente circostante per poi tornare verso la madre che sa infondere fiducia e serenità, specialmente all'insorgere di stanchezza e timore. È importante che si instauri un attaccamento sicuro tra la madre e il figlio poiché questo legame speciale permette al bambino di crescere sia sul piano affettivo-relazionale che sul versante cognitivo e verbale. Quando ciò non avviene, quando l'attaccamento non è stabile e sicuro (attaccamento ansioso) il bambino avrà difficoltà ad affrontare situazioni nuove, difficili o traumatiche, nonché sarà facile preda di paure e ansie.